# Paul Jean Antoine Bosc
Pour les articles homonymes, voir Bosc.
Paul Jean Antoine Bosc est un homme politique français né le 16 avril 1770 à Saissac (Aude) et mort le 28 juin 1851 à Alibert (Aude).

## Biographie
Propriétaire, conseiller d'arrondissement, il est député de l'Aude de 1828 à 1831, siégeant à gauche. Il est signataire de l'adresse des 221 et se rallie à la monarchie de Juillet.
Il fut conseiller général du canton de Saissac de 1836 à 1841.

## Sources
- « Paul Jean Antoine Bosc », dans Adolphe Robert et Gaston Cougny, Dictionnaire des parlementaires français, Edgar Bourloton, 1889-1891 [détail de l’édition]